# 希律·安提帕斯
希律·安提帕斯（Hērǭdēs Antipatros），又譯黑落德·安提帕斯，古代猶太統治者，大希律王之子和希律·阿基勞斯的弟弟，西元一世紀時代表羅馬帝國統治加利利與比利亞兩地區。新約稱他為「分封的王希律」，施洗約翰與耶穌的死亡被認為與他有關。新約記載，他因為施洗者約翰批評他，所以將其逮捕處死。後來耶穌開始傳教時，他誤以為耶穌是施洗約翰復活。

## 生平
依據新約的記載：大希律王死後，羅馬皇帝奧古斯都允許照他的遺囑分封了他的三個兒子（2個為大希律第四任妻子瑪塔色所生、1個為大希律第五任妻子耶路撒冷的克利奧帕特拉所生）和他的妹妹合共4個王。即希律四王制：
其中長子希律·阿基勞斯（安提帕斯的哥哥）統治以土買、猶太和撒馬利亞。他行暴政，羅馬皇帝允許猶太人的請求，罷免了希律亞基老之職位，由一位羅馬人的總督直接統治猶太和撒瑪利亞，因此猶太國變成羅馬的一個皇領行省（imperial procuratorial province，公元6年，即猶太行省）。也因此耶穌受審判時，由猶太第五任羅馬總督本丟·彼拉多審判。
安提帕斯的兄弟，希律·腓力二世也被封為郡王（tetrarch），治猶地亞的北部以及東北部，包括以土利亞（Ituraea）、特拉可尼（Trachonitis）、戈蘭高地（Gaulanitis）、浩蘭（Auranitis）以及巴珊（Batanea）等地。
大希律王的妹妹，莎樂美一世女郡王，治猶地亞西南部的一處沿海地方，包括阿夫內、阿什杜德和內陸的法薩伊勒（Fasayil）。

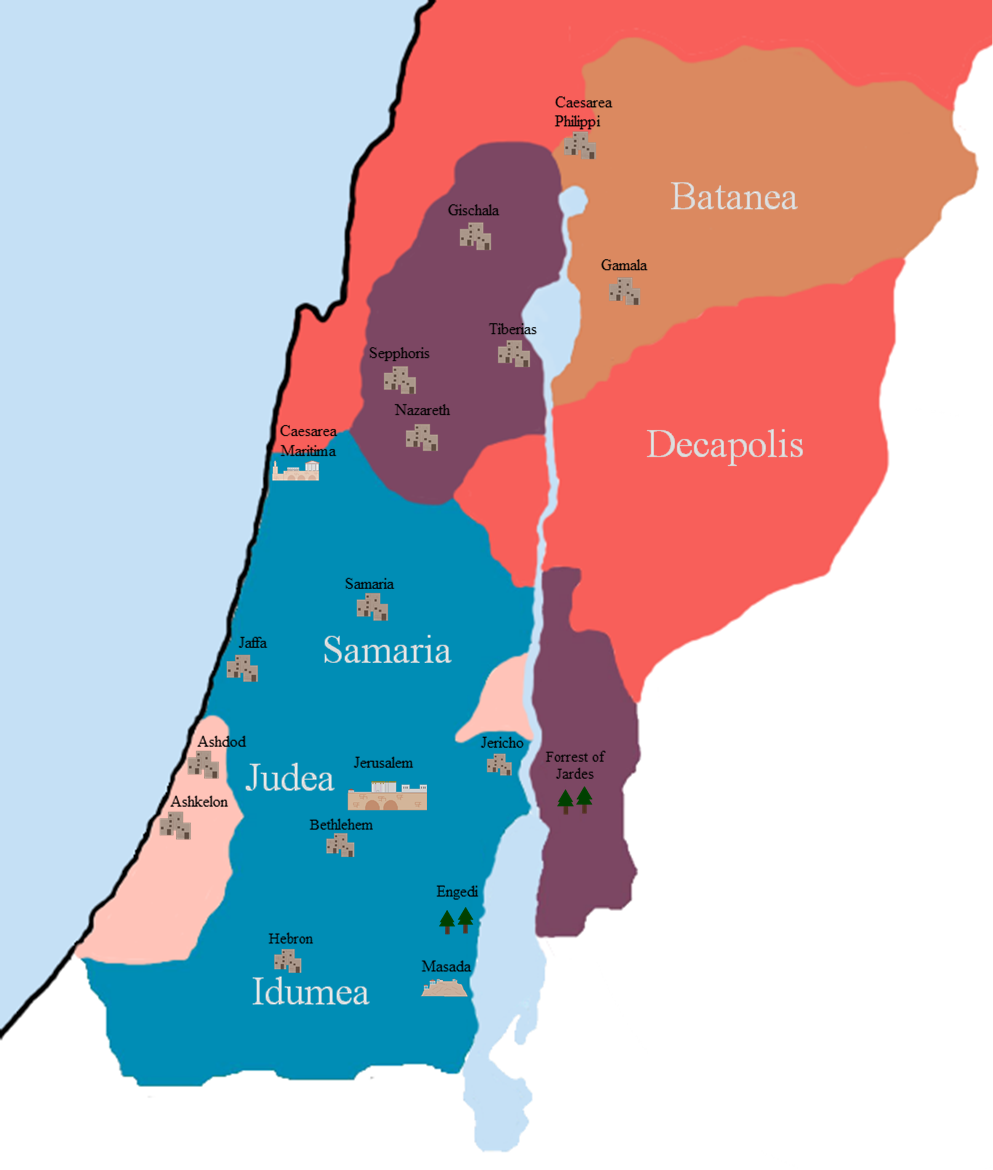
深紫色區域為希律安帕提斯的領地

希律·安提帕斯郡王，淫亂無德，被分封加利利省，兼治比利亞。他以不法之手段取了其異母兄腓力之妻希羅底，並育有一女莎樂美。施洗約翰勇敢責備他們，因此在安提帕斯生日宴會時被殺。耶穌在被釘十字架前，被本丟·彼拉多送去見的就是這個希律王，當時希律因過逾越節而到了耶路撒冷。
大希律之孫亞基帕一世繼承了其伯父希律·腓力之位。他曾在羅馬居住，與皇帝提庇留·凱撒、其子德魯瑟斯（Drusus）和提庇留的繼承人卡利古拉相熟。當卡利古拉繼任羅馬皇帝時，他將腓力和呂撒聶（Lysanias）的封地賜予亞基帕，並封他作王。就在這個時候，希律·安提帕斯的妻子希羅底眼見亞基帕的封號比自己丈夫的尊貴，極力游說安提帕斯到羅馬見該猶（新皇帝卡利古拉），希望討好他，使他同樣被封立為王。
公元39年，希律·亞基帕一世控告安提帕斯勾結羅馬的敵國安息帝國。該猶就乾脆把他廢掉，並放逐到高盧（今法國圣贝尔特朗德科曼热，一說是今日之西班牙），將安提帕斯管轄的領土轉賜給亞基帕。亞基帕於早年曾幫助革老丟（克勞狄一世）度過非常困難的日子，當羅馬禁衛軍刺殺了皇帝卡利古拉、革老丟成為羅馬皇帝後，因亞基帕能平息於公元40年所發生的猶太人的大騷亂，革老丟更明白以猶太人管治巴勒斯坦是最好的安排，故於公元41年將猶太和撒馬利亞（差不多整個之前的大希律王領地）也賞給了亞基帕，這時羅馬猶太行省被皇帝暫時取消。這使得亞基帕的統治範圍幾乎和他的祖父大希律的一般大，成為猶太全地之王。他曾為了討好猶太人而殺害雅各，又因心高氣傲，終被耶穌的使者罰他，被蟲咬死。